# Penarth
Penarth är en stad och community i Storbritannien.   Den ligger i kommunen Vale of Glamorgan och riksdelen Wales, i den södra delen av landet, 210 km väster om huvudstaden London. Vid folkräkningen 2011 hade tätorten, som även omfattar delar av angränsande communities, 27 226 invånare och communityn, som även omfattar kringliggande landsbygd, 22 083 invånare.